# Laurent Pokou
Laurent N'Dri Pokou (Treichville, Costa de Marfil, 10 de agosto de 1947-Cocody, Costa de Marfil, 13 de noviembre de 2016) fue un futbolista marfileño.

## Trayectoria
Miembro de la selección de Costa de Marfil. Fue dos veces el máximo goleador de la Copa Africana de Naciones, anotando seis goles en el torneo de 1968 en Etiopía y ocho en la edición de 1970 en Sudán, incluidos 5 en un partido contra Etiopía que Costa de Marfil ganó 6-1. Esta actuación le dio su apodo L'homme d'Asmara (el hombre de Asmara). Con 14 goles en total, también es el segundo máximo goleador general del torneo, detrás de Samuel Eto'o de la selección de fútbol de Camerún, quien batió el récord de Pokou en el Copa Africana de Naciones 2008.